# Looper – Pętla czasu
Looper – Pętla czasu (ang. Looper) – amerykańsko-chiński dreszczowiec fantastycznonaukowy z 2012 roku w reżyserii Riana Johnsona. Wyprodukowany przez TriStar Pictures i Alliance Films.
Światowa premiera filmu miała miejsce 6 września 2012 roku podczas 37. Międzynarodowego Festiwalu Filmowego w Toronto. W Polsce premiera filmu odbyła się 2 listopada 2012 roku.

## Fabuła
Joe jest mordercą zwanym looperem, żyjącym w 2044 roku. Zabija osoby przysłane przez mafię z przyszłości, z 2074 roku. Schemat jest prosty: pojawia się przed nim człowiek z workiem na głowie, a on pociąga za spust. Nie może pozwolić ofierze uciec. To dobrze płatna praca, ale niekiedy mafia pozbywa się w ten sam sposób starych looperów.
Pewnego dnia Joe ma zlikwidować osobę z przyszłości. Spoglądając ofierze w oczy poznaje samego siebie. Korzystając z chwili zawahania, starsze wcielenie Joego ucieka. Ponieważ młody Looper nie wykonał zadania musi ukrywać się przed mafią. Znajduje schronienie na farmie pięknej Sary. Tymczasem starszy Looper poszukuje dziecka, które w przyszłości ma stać się okrutnym Rainmakerem – mafijnym bossem, którego ludzie zabili mu żonę i chcieli by zginął w przeszłości. Młody Joe nie czuje więzi emocjonalnej ze swoim starszym wcieleniem. Każdy z nich ma swój własny plan działania.

## Obsada
- Joseph Gordon-Levitt jako Joe Simmons
- Bruce Willis jako stary Joe
- Emily Blunt jako Sara
- Paul Dano jako Seth
- Piper Perabo jako Suzie
- Jeff Daniels jako Abe
- Pierce Gagnon jako Cid
- Tracie Thoms jako Beatrix
- Garret Dillahunt jako Jesse
- Nick Gomez jako Dale
- Marcus Hester jako Zach

i inni